# Osuszyno (jezioro w powiecie kartuskim)
Osuszyno (kszb. Jezoro Òsëszëno) – jezioro rynnowe na Pojezierzu Kaszubskim, na północny zachód od Kożyczkowa w gminie Chmielno w powiecie kartuskim (województwo pomorskie). Jezioro położone jest na obszarze Kaszubskiego Parku Krajobrazowego na pograniczu kompleksu leśnego Lasów Mirachowskich. Na północny wschód od jeziora znajduje się Jezioro Sianowskie.
Ogólna powierzchnia: 33,2 ha
Obecnie jezioro wchodzi również w skład obszaru ochrony siedliskowej Natura 2000 Dolina Górnej Łeby.